# Entocytherinae
Entocytherinae is een onderfamilie van kreeftachtigen uit de klasse van de Ostracoda (mosselkreeftjes).

## Geslacht
- † Aitkenicythere Bate, 1976
- Plectocythere Hobbs, 1965